# Schleusengraben
|  | Per a altres significats, vegeu «Schleusenkanal». |

El Schleusengraben o canal de la resclosa és un canal que connecta l'antiga ciutat de Bergedorf (Hamburg) al Dove Elbe, un braç de l'Elba i finalment al port d'Hamburg.

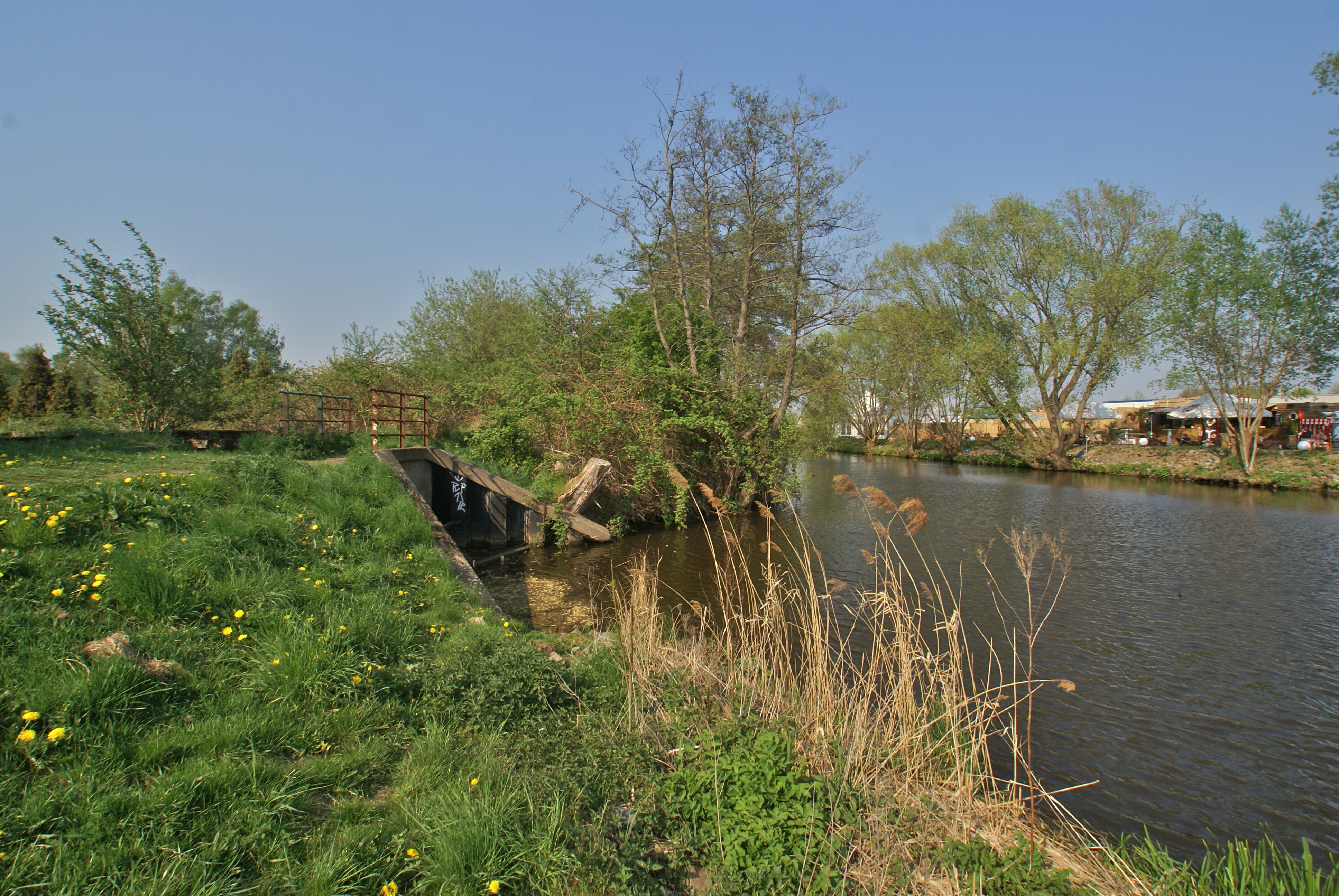
El Kampbille (esquerra) en efluir de l'Schleusengraben (dreta)

Després de l'annexió de Bergedorf per als aliats hanseàtics, Lübeck i Hamburg el 1420, els negociants van investir i dotar Bergedorf d'un port anomenat Serrahn. Per a crear un enllaç directe amb el port d'Hamburg, van excavar un canal, en profitar parcialment del Löse, un braç ensorrat del riu Bille. També van desviar les aigües del Bille al canal per a crear un dragatge natural pel corrent. Aquesta intervenció va assecar el Bille mitjà. Fins a la inauguració de la resclosa Krapphofschleuse a la desembocadura al Dove Elbe el 1929, el canal era sotmès al moviment de la marea.

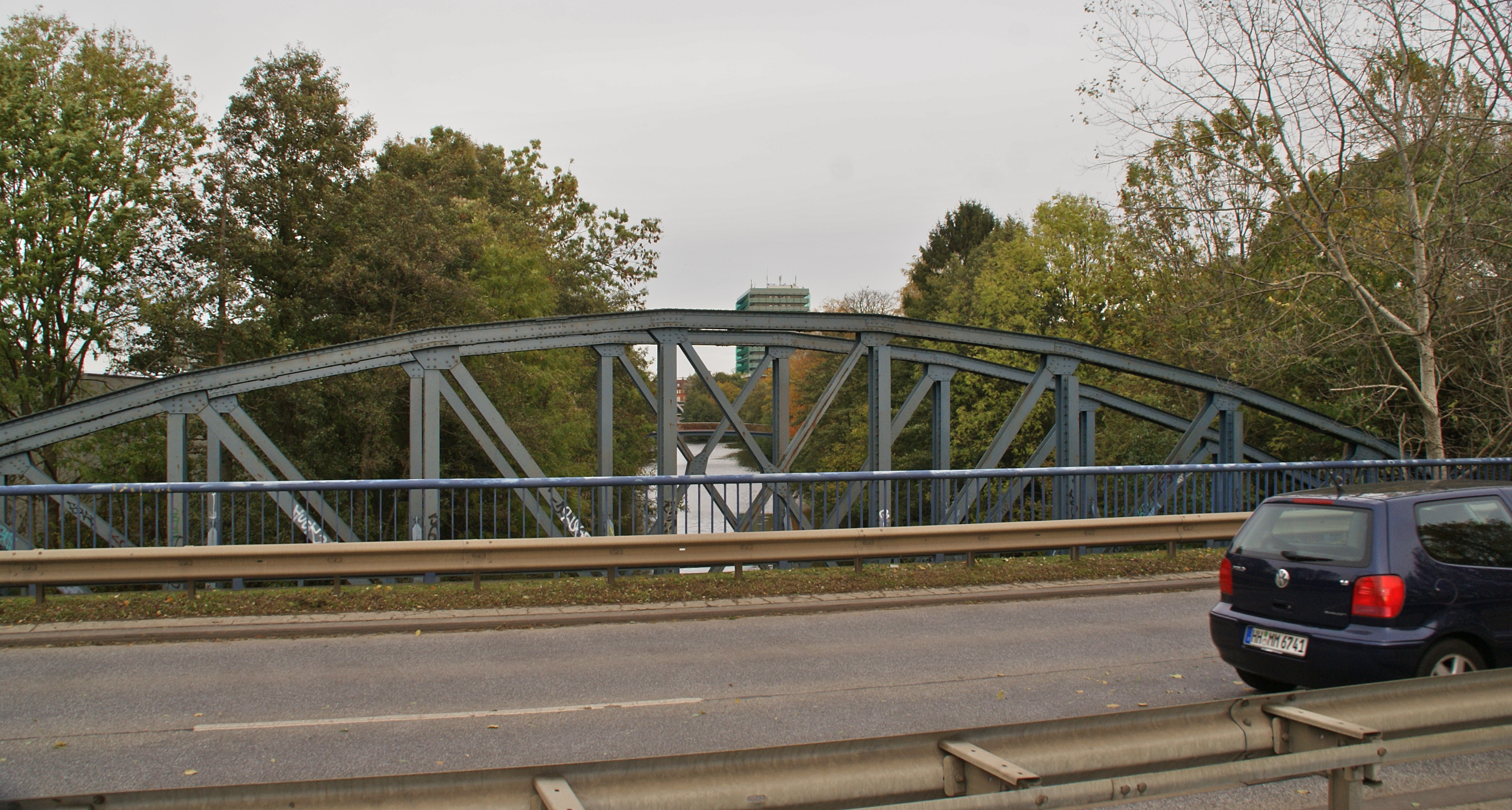
El pont al carrer Sander Damm

A l'inici, el port de Serrahn va servir per al comerç de fusta i pedra del bosc del Sachsenwald. Al segle xix el canal va contribuir a la industrialització de Bergedorf. A poc a poc, la capacitat del canal va atènyer el seu límit i el ferrocarril va mostrar-se més eficaç. Avui, el canal només serveix per a la navegació esportiva i turística.
Un projecte d'urbanització mixta, anomenat Schleusengärten (Jardins de la resclosa) és en via de realització: un barri urbà nou de 25 ha on habitatge, lleure aquàtic, despatxos i indústria neta conviuran. Al canal es crearan uns trenta atracadors per a vaixells d'habitatge.

## Afluents i efluents
- Bille
- Kampbille
- Alte Brookwetterung
  - Schulenbrooksbek

| \| \| Conca del Bille (Bil·le) \| |                          |
| Haken • Oberhafen • Oberhafenkanal • Schleusenkanal • Hochwasserbassin • Rückerskanal • Billekanal • canal de Billbrook • Bullenhuser Kanal • Tiefstackkanal • Steinbrookgraben • Glinder Au o Steinbek • Havighorster Graben • Forellenbach • Schleemer Bach • Barsbek • Jenfelder Bach • Bornbek • Bornmühlenbach • Ladenbek • Kampbille • Schleusengraben • Brookwetterung • Schulenbrooksbek • Dalbek • Knollgraben • Forstgraben • Trittauer Mühlenbach • Amelungsbek • Corbek • Schwarzer Au |                          |
| | Conca del Bille (Bil·le) |